# Дюфо, Леонар Матюрен
Леонар Матюрен Дюфо (фр. Léonard Mathurin Duphot; 21 сентября 1769, Лион — 28 декабря 1797, Рим) — французский военачальник и дипломат.

## Биография
Поступил на службу в армию в 15 лет. С началом революции записался в батальон волонтёров. Во время Итальянской кампании 1796 года — офицер для поручений главнокомандующего, генерала Бонапарта.
В том же году, произведённый в бригадные генералы, отправлен из северной Италии в Рим на переговоры с Папой в составе дипломатической миссии Жозефа Бонапарта, брата Наполеона. Во время переговоров в Риме произошли беспорядки и столкновения между сторонниками республиканского правления и сторонниками папы. В ходе этих беспорядков генерал Дюфо был убит папскими солдатами. В ответ на это войска французского генерала Массена захватили Рим, который оставался под управлением Франции до 1814 года (с перерывом в 1799—1800 годах).
Дюфо был женихом Дезире Клари, сестры Жюли Клари, супруги Жозефа Бонапарта. После гибели Дюфо, произошедшей практически у неё на глазах (свадьба должна была состояться в Риме), Дезире, спустя какое-то время, вышла замуж за маршала Бернадотта, и позже стала королевой Швеции.

## Память
- Имя генерала Дюфо выбито на Триумфальной арке в Париже.
- Именем генерала названа улица в I округе Парижа (Rue Duphot).

## Образ в кино
- «Удивительная судьба Дезире Клари[фр.]» (Франция, 1942) — актёр Жан Дарканте[фр.]